# کینگ‌دوم
کینگ‌دوم (انگلیسی: Kingdome) مخفف (انگلیسی: King County Stadium) نام استادیومی شهرستان کینگ، ایالت واشینگتن می‌یاشد.